# 贝尔西亚诺斯德尔帕拉莫
贝尔西亚诺斯德尔帕拉莫，是西班牙卡斯蒂利亚-莱昂莱昂省的一个市镇。 总面积35平方公里，总人口841人（001年），人口密度24人/平方公里。